# Discostroma corticola
Discostroma corticola är en svampart som först beskrevs av Karl Wilhelm Gottlieb Leopold Fuckel, och fick sitt nu gällande namn av Brockmann 1976. Discostroma corticola ingår i släktet Discostroma och familjen Amphisphaeriaceae.   Inga underarter finns listade i Catalogue of Life.